# Georg Friesenbichler
Georg Friesenbichler (* 17. September 1956 in Wien) ist ein österreichischer Journalist und Sachbuchautor.

## Leben
Georg Friesenbichler studierte Germanistik und Romanistik an der Universität Wien. Seine journalistische Karriere begann 1981 bei der Wiener Zeitung. Als Betreuer und Autor der Jugendseite des Blatts erhielt er 1986 den „Österreichischen Staatspreis für journalistische Leistungen im Interesse der Jugend“. Friesenbichler war mehr als drei Jahrzehnte Redakteur der Wiener Zeitung. Von 2000 bis 2006 war er stellvertretender Chefredakteur des Blatts, zuletzt war er Leiter des Auslandsressorts und Kolumnist.
Friesenbichler trat auch als Buchautor und  Musiker hervor. Literarische Veröffentlichungen erfolgten in diversen Anthologien und Literaturzeitschriften, zudem verfasste er eine Anzahl von Sachbüchern zur österreichischen Zeitgeschichte nach 1945. Ab 1980 war er Mitglied der österreichischen Folkmusik-Gruppe Liederlich Spielleut. Weiters verfasste er Dialekt-Liedtexte für die Wiener Musikgruppe Puschkawü.

## Schriften (Auswahl)
- Sport frei! Arbeitersport in Wien 1945–1985. Arbeitsgemeinschaft für Sport und Körperkultur in Österreich – Landesverband Wien, Wien 1985.
- Unsere wilden Jahre. Die Siebziger in Österreich. Böhlau Verlag, Wien/Köln/Weimar 2008, ISBN 978-3-205-78151-6.
- mit Hubert Friesenbichler: Die drei Leben des Hubert F. Vom jungen Nazi-Gegner zum linken Journalisten. Mit einem Anhang zur Parteipublizistik nach 1945. Mandelbaum Verlag, Wien 2014, ISBN 978-3-85476-442-7.
- Verdrängung. Österreichs Linke im Kalten Krieg 1945–1955. StudienVerlag, Innsbruck 2021, ISBN 978-3-7065-6173-0.